# Die Blechtrommel
Die Blechtrommel ist ein Roman von Günter Grass. Er erschien 1959 als Auftakt der Danziger Trilogie und gehört zu den meistgelesenen Romanen der deutschen Nachkriegsliteratur. Das Werk lässt sich als historischer Roman, Zeitroman, Schelmenroman und Entwicklungsroman charakterisieren.

## Erzählstruktur
Der Ich-Erzähler des Romans ist der Sonderling Oskar Matzerath. Er kommt 1924 in Danzig zur Welt. Zu diesem Zeitpunkt soll sein Verstand laut Selbstauskunft bereits vollständig entwickelt sein. Da er seit seinem dritten Geburtstag nicht mehr wächst, kann er somit als scheinbar „ewiges Kind“ aus der Perspektive von unten über die Welt der Erwachsenen berichten. Dank seiner Blechtrommel kann er sich auch Ereignisse, an denen er nicht unmittelbar beteiligt war, vergegenwärtigen und so etwa auch darüber berichten, wie seine Mutter auf einem kaschubischen Kartoffelacker gezeugt wurde (Ein ähnliches Motiv von einer berichtenden Trommel findet sich bereits in Heinrich Heines Ideen. Das Buch le Grand). Damit wird Oskar zeitweise zu einer Art auktorialem Erzähler, der sich auch häufig in der dritten Person als „Oskar“ anspricht. Der Perspektivenwechsel von der ersten zur dritten Person und umgekehrt ist eine der tragenden erzählstrukturellen Kunstgriffe des Romans.
Oskar sagt von sich selbst, er habe zu jenen „hellhörigen Säuglingen gehört“, deren „geistige Entwicklung schon bei der Geburt abgeschlossen ist und sich fortan nur bestätigen muss“. Er verweigert sich der Welt der Erwachsenen und beschließt im Alter von drei Jahren, nicht mehr zu wachsen. Gleichwohl fühlt er sich, da „innerlich und äußerlich vollkommen fertig“, den Erwachsenen weit überlegen. An seinem dritten Geburtstag bekommt er von seiner Mutter eine Blechtrommel geschenkt, die zu seinem ständigen Begleiter wird.
Oskar Matzerath ist ein „unzuverlässiger Erzähler“, der Wahrheitsgehalt von Oskars Geschichten erscheint oft zweifelhaft. Zunächst ist er zum Zeitpunkt, an dem sein Bericht 1952 beginnt, Insasse einer Heil- und Pflegeanstalt und als solcher möglicherweise „verrückt“ und demnach nicht sehr vertrauenswürdig. Außerdem bleibt unsicher, ob er nicht mehr wächst, weil er die Kellertreppe hinabfiel, oder ob er aus eigenem Entschluss das Wachstum einstellte und den Kellersturz nur fingierte, um Fragen zu vermeiden. Auch seine Selbstvorwürfe, er sei schuld am Tod seiner Eltern und an dem seines Onkels Jan Bronski, werden durch den Verlauf der Handlung kaum erhärtet. Damit steht aber die Glaubwürdigkeit aller seiner Erzählungen in Frage.

## Handlung
Oskar Matzerath befindet sich in den Jahren 1952 bis 1954 in einer Heil- und Pflegeanstalt, in der er seine Lebensgeschichte zu Papier bringt und dabei auch von aktuellen Geschehnissen berichtet. So beschreibt er die Gespräche mit seinem Pfleger Bruno sowie dessen in seinem Zimmer befindliche „Kunstwerke“ aus verknoteten Bindfäden sowie die Besuchstage, an denen ihn Freunde (Klepp, Vittlar) und Verwandte (Maria) besuchen. Die eigentliche Handlung besteht aus oft nur locker zusammengefügten Episoden. Im Folgenden wird anhand der Kapitelstruktur des Buches ein kurzer Handlungsabriss gegeben.

### Erstes Buch

#### Der weite Rock
Die Erzählung beginnt mit der Zeugung von Oskars Mutter Agnes an einem verregneten Tag im Oktober 1899. Anna Bronski, Agnes’ Mutter und somit Oskars Großmutter, erntet in ihrer kaschubischen Heimat Kartoffeln und beobachtet, wie Joseph Koljaiczek, ein Brandstifter, vor der Polizei flüchtet. Auf der Suche nach einem Versteck rettet sich der etwas kurz geratene Joseph unter Annas Röcke – sie pflegt stets vier kartoffelbraune Röcke übereinander zu tragen. Anna gewährt ihm ohne geringsten Widerwillen Schutz. Nachdem dann die Polizisten verschwunden sind, kriecht Joseph unter den Röcken hervor, wobei angedeutet wird, dass Joseph mit Anna unter den Röcken Geschlechtsverkehr hatte. Daraus geht wohl Agnes hervor, Oskars Mutter.

#### Unterm Floß
Joseph nimmt die Identität eines Ertrunkenen an, heiratet Anna und beginnt eine ehrliche Arbeit als Flößer. Dabei trifft Joseph auf jemanden, der ihn aus seiner Vergangenheit als Brandstifter erkennt. Während eines Festes gerät er in Panik und taucht unter schwimmende Baumstämme. Er taucht nie wieder auf. Möglicherweise ist er ertrunken, Oskar erwähnt aber auch Spekulationen, dass er nach Amerika ausgewandert und dort als Joe Colchic reich geworden sei.

#### Falter und Glühbirne
Agnes Koljaiczek wächst heran und vermählt sich mit Alfred Matzerath, einem Hobbykoch und Soldaten des Ersten Weltkriegs, den sie 1918 als Krankenschwester in einem Lazarett nahe Danzig kennenlernt. Zusammen eröffnen sie einen kleinen Lebensmittelladen. Hier beginnt die eigentliche Geschichte mit der Geburt Oskars. Dabei erblickt er als Erstes einen Falter, der um zwei brennende Glühbirnen schwirrt. Er beschreibt dies im Nachhinein als ein Trommeln auf der Glühbirne. Oskar erwähnt, dass er „zu den hellhörigen Säuglingen (gehört), deren geistige Entwicklung schon bei der Geburt abgeschlossen ist.“ Deshalb vernimmt er, dass Agnes ihm zum dritten Geburtstag eine Blechtrommel verspricht, auf die Oskar fortan mit Sehnsucht wartet. Sie hält ihr Versprechen, und Oskar erhält eine kleine, in den polnischen Landesfarben rot und weiß lackierte Trommel.

#### Das Fotoalbum
Anhand eines Fotoalbums erinnert sich der Erzähler an verschiedene Episoden seiner frühen Kindheit. So erhält man einen Eindruck der kleinbürgerlichen Verhältnisse in der Stadt Danzig, in denen Oskar wohlbehütet aufwächst. Schließlich erhält er zu seinem dritten Geburtstag eine Blechtrommel von Agnes. Seine Mutter hat ihr Versprechen also gehalten.

#### Glas, Glas, Gläschen
Noch an seinem dritten Geburtstag beschließt Oskar, sein körperliches Wachstum einzustellen. Um seinen Eltern eine halbwegs plausible Erklärung dafür zu liefern, steigt er, der beschlossen hat, ewig ein Dreijähriger zu sein, an diesem Tag in den Vorratskeller des Lebensmittelladens hinab und fällt beim Versuch, eine Flasche Himbeersirup aus dem Regal zu nehmen, auf den Kopf. Jetzt, da er seinen Eltern einen scheinbaren Grund gegeben hat, kann er sich ungestört seiner Trommel widmen. Schon bald befürchten Matzerath und Agnes, dass Oskar sich an der bald schon ziemlich ramponierten Trommel verletzt, und vor allem Matzerath versucht, sie ihm zu entreißen. Oskar leistet erbitterten Widerstand, wobei er seine Gabe entdeckt, Glas zu zerschreien. Die Glasscheibe der Standuhr in der Wohnung der Matzeraths geht zu Bruch. Entsetzt und erschrocken besorgt der ebenfalls anwesende Jan Bronski, der Cousin von Oskars Mutter, ihm umgehend eine neue Trommel. Oskars ausbleibendes Wachstum macht sich immer mehr bemerkbar, weswegen Agnes mit ihm den Arzt Dr. Hollatz aufsucht. In dessen Praxis zerschreit Oskar sämtliche Glasobjekte im Behandlungszimmer. Seltsamerweise reagiert der Arzt aber nicht erbost, sondern fasziniert. Er wittert eine Möglichkeit, sich einen Lehrstuhl zu sichern, und wendet sich an die Presse, wo er versucht, sich auf Oskars Kosten einen Namen zu machen. Oskars Wachstumsstörung aber bleibt unbehandelt.

#### Der Stundenplan
Im Alter von sechs Jahren wird Oskar von seinen Eltern auf eine polnische Schule geschickt. Gleich am ersten Schultag – in Begleitung seiner Mutter – zerschreit er alle Fensterscheiben im Klassenzimmer sowie die Brillengläser seiner Lehrerin, Fräulein Spollenhauer, weil diese versucht hatte, ihm seine Trommel abzunehmen. Seine Eltern geben es auf Anraten der Lehrerin schließlich auf, eine geeignete Schule zu finden.

#### Rasputin und das ABC
Schnell wird Oskar klar, dass er ohne Schulbildung ins Hintertreffen gerät. So macht er sich auf, jemanden zu finden, der ihn unterrichten will. Bei seiner Suche gerät er an die Bäckersfrau, Gretchen Scheffler. Sie und ihr Mann sind kinderlos, weswegen sie gerne mit Oskar Zeit verbringt. Ebenso hegt sie eine Vorliebe fürs Stricken. Bei seinen Besuchen gelingt es Oskar geschickt, Gretchen dazu zu bringen, ihm aus dem Buch Rasputin und die Frauen vorzulesen. Später kommen Die Wahlverwandtschaften von Goethe dazu. Oftmals reißt er einige vorgelesene Seiten aus beiden Büchern, um sie später alleine studieren zu können. So lernt Oskar lesen und schreiben, was er aber niemandem offenbart.

#### Fernwirkender Gesang vom Stockturm aus gesungen

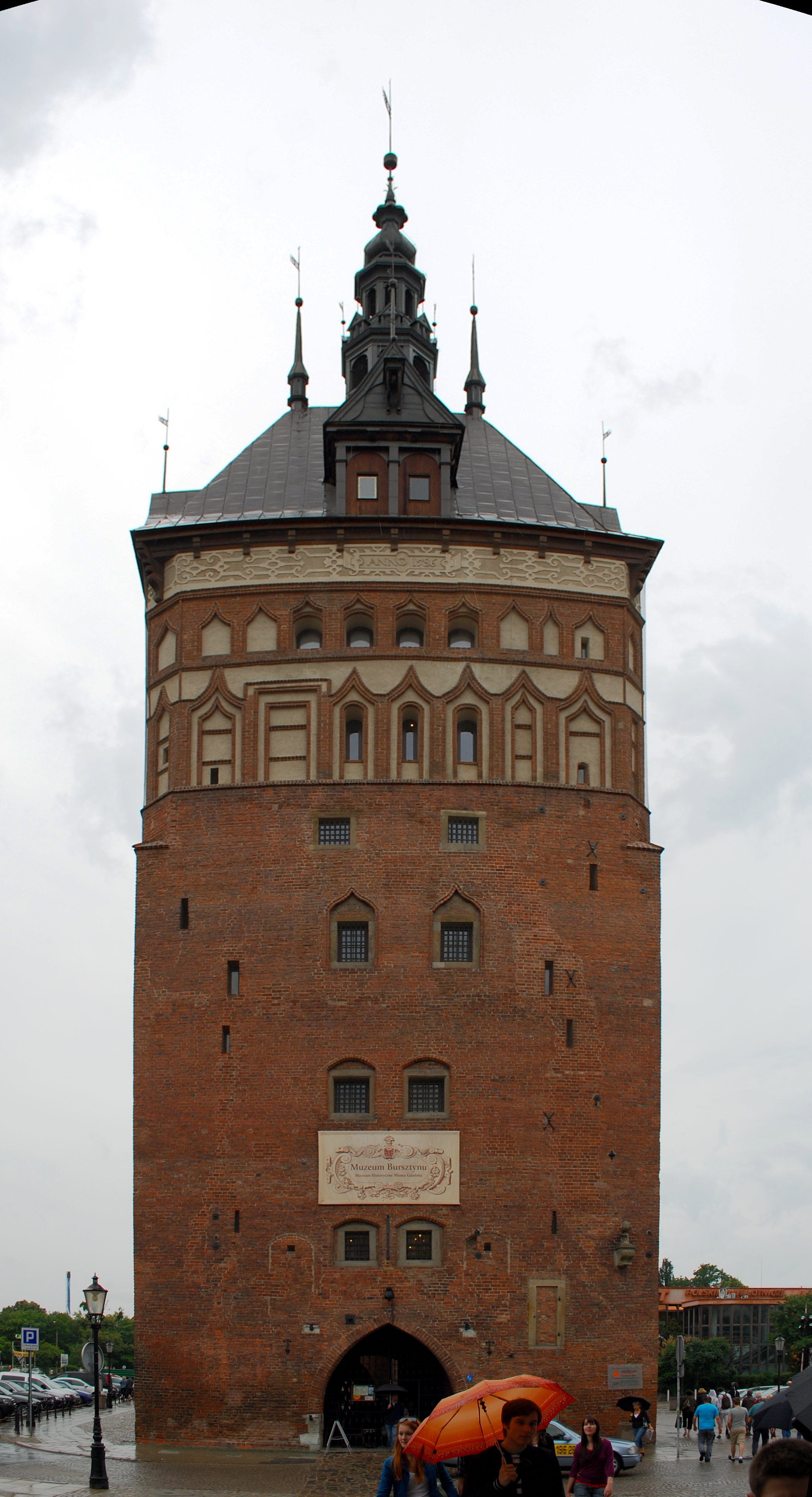
Stockturm am Kohlenmarkt in Danzig

Jeden Donnerstag setzt Agnes den kleinen Oskar für einige Stunden beim jüdischen Spielwarenverkäufer Sigismund Markus ab, von dem die Matzeraths immer Oskars Blechtrommeln beziehen. Seine Mutter verbringt die Zeit stets mit Jan Bronski in einem Hotelzimmer. Oskar bleibt dies nicht verborgen, aber er hegt sowieso den Verdacht, dass er in Wahrheit von Jan Bronski und nicht von Herrn Matzerath gezeugt wurde. Er hält sich deshalb heraus und genießt stattdessen die Zeit, in der er unbeaufsichtigt ist. Dabei steigt er auf den Stockturm, von wo aus er die Scheiben des Stadttheaters zersingt. Agnes schöpft Verdacht, dass diese Tat Oskar zuzuschreiben ist, schweigt aber.

#### Die Tribüne
Agnes entwickelt und teilt mit Teilen ihrer Familie eine Vorliebe für Theaterstücke, Opern, aber auch für den Zirkus. Dort trifft Oskar auf Bebra, einen Kleinwüchsigen wie ihn, der im Zirkus angestellt ist. Bebra erkennt eine große Macht in Oskar und gibt ihm den Rat, „immer auf der Tribüne zu sitzen und niemals vor der Tribüne zu stehen“. Zum Abschied küsst Bebra, in dem Oskar seinen Meister erkennt, ihn auf die Stirn. Einige Zeit darauf schleicht sich Oskar – gemäß den Worten Bebras – auf die Tribüne eines NSDAP-Treffens, setzt sich unter das Rednerpult und bringt mit seiner Trommel alle Musiker auf der Bühne dazu, nach seinem Takt zu spielen.

#### Schaufenster
Oskar beginnt nun, seine Fähigkeiten im Zersingen von Glas gezielt einzusetzen. Er benutzt seine Stimme dazu, aus einfachen ehrlichen Bürgern Diebe zu machen, indem er gerade dann Löcher in Schaufenster singt, wenn diese davor stehen. In seiner Boshaftigkeit macht er sogar Jan Bronski zu einem Dieb, der dazu verführt wird, aus dem Juwelierladen ein Collier für Agnes zu stehlen.

#### Kein Wunder
In der Folge besucht Oskar mit seiner Mutter wieder häufiger die katholische Kirche, wobei er sich seiner Taufe erinnert und die aus seiner Sicht vergeblichen Versuche des Priesters beschreibt, das Böse in ihm – den Satan – zu vertreiben. Trotzdem bekehrt er sich zum Katholizismus und findet großen Gefallen an der prunkvollen Ausstattung der Kirche. Am meisten fasziniert ihn eine Gipsdarstellung, welche die Gottesmutter Maria zeigt, wie sie das Jesuskind in den Armen hält. Oskar ist so verblüfft von der Ähnlichkeit zwischen ihm und der Jesusfigur, dass er ihr seine Trommel umhängt. Er möchte den Heiland trommeln hören, doch es geschieht nichts. Er wird wütend und versucht ergebnislos, die Scheiben der Kirche zu zersingen. Weinend bricht Oskar zusammen.

#### Karfreitagskost
Am Karfreitag des Jahres 1938 machen Jan, Herr Matzerath, seine Frau Agnes und Oskar einen Ausflug auf eine Mole. Sie begegnen einem Aalfänger, der mittels eines Pferdekopfs Aale anlockt. Diese schlängeln sich im toten Kopf des Pferdes, was für Agnes zu viel ist. Sie übergibt sich, woraufhin Jan sie vom Schauplatz wegführt. Matzerath ist dagegen von der Arbeit des Aalfängers fasziniert und ersteht vier Aale von ihm. Er will sie zum Abendessen zubereiten, wodurch er einen heftigen Streit mit Agnes auslöst. Wieder tritt Jan zur Stelle und tröstet Agnes, indem er sie mit seinen Fingern zwischen ihren Beinen sexuell befriedigt. Oskar sitzt unbemerkt die ganze Zeit im Schrank und beobachtet das Geschehen. Währenddessen bereitet Matzerath die Aale zu. Als alle wieder zu Tisch sitzen, kommt es zwischen den Zerstrittenen zu einer scheinbaren Versöhnung.

#### Die Verjüngung zum Fußende
Nach dem Karfreitagserlebnis beginnt Agnes plötzlich, unaufhörlich Fisch zu essen. Man findet heraus, dass sie schwanger ist und das Kind nicht zur Welt bringen möchte. So stirbt Oskars geliebte Mutter bereits nach wenigen Wochen an einer Fischvergiftung und wird in einem edlen, sich zum Fußende hin verjüngenden Sarg begraben.

#### Herbert Truczinskis Rücken
Bald trifft Oskar wieder auf Bebra, der in Begleitung einer anderen Kleinwüchsigen namens Roswitha ist. Alle drei gehen zusammen in ein Café, wo Bebra versucht, Oskar für ein Leben im Zirkus zu gewinnen. Er aber lehnt dankend ab und fertigt der Dame zum Abschied aus einem Glasboden ein Herz mit der Inschrift „Oskar für Roswitha“. Später trifft Oskar auf Herbert Truczinski, der als Kellner in einer verruchten Kneipe gearbeitet hatte. Dabei hat er viele Narben, vor allem auf dem Rücken, von verschiedenen Schlägereien davongetragen. Eines Tages tötete Herbert aus Notwehr einen Gasthausbesucher und gab daraufhin seine Arbeit auf. Seitdem faulenzt er die meiste Zeit in der Wohnung seiner Mutter, die im selben Haus wie die von Oskar und seinem Vater liegt. Da Oskar sehr wissbegierig ist, bringt er Herbert dazu, ihm von den Geschichten hinter seinen Narben zu erzählen. So freunden sich Herbert und Oskar an.

#### Niobe
Die neuen Freunde begehen mit Hilfe von Oskars Fähigkeiten im Glaszersingen einige Schaufensterdiebstähle, doch sucht sich Herbert alsbald wieder eine ordentliche Arbeit. Er wird Aufpasser im Stadtmuseum, wo er – anfangs stets in Begleitung Oskars – ein Zimmer bewacht, in dem die grüne Galionsfigur Niobe steht. Sie soll verflucht sein und den Tod bringen. Dennoch spielen Oskar und Herbert mit ihr. Da man Oskar aber nicht in der Nähe der Galionsfigur haben will, muss Herbert seine Arbeit alleine verrichten. Dabei wird er bereits am ersten Tag beim Versuch, die Figur zu besteigen, durch ein Beil, das er zunächst in die Figur treibt, getötet.

#### Glaube Hoffnung Liebe
Bestürzt vom Tod Herberts betrinkt sich Meyn, ein Trompeter und alter Freund Herberts, der sich unter dem Eindruck der nationalsozialistischen Herrschaft der SA angeschlossen hatte. Der ebenfalls in Oskars Elternhaus wohnende Musiker tötet seine vier Katzen und steckt sie – obwohl noch nicht tot – draußen in die Mülltonne. Sie bewegen sich noch, was Uhrmacher Laubschad, der im selben Haus wohnt, beobachtet. Laubschad klagt Meyn an, woraufhin dieser von der SA verstoßen wird. Am Tag der Novemberpogrome entschwindet Oskar, um nach dem Spielzeugladen zu sehen, von dem er immer neue Blechtrommeln bezog. Dort angekommen sieht Oskar, wie SA-Truppen gerade dabei sind, den Laden zu verwüsten. Der jüdische Besitzer, Sigismund Markus, hat sich selbst getötet.

### Zweites Buch

#### Schrott
Oskars Trommelvorrat neigt sich dem Ende zu, da seine Bezugsquelle, der jüdische Spielwarenladen, zerstört worden ist. In seiner Not wendet er sich an Jan Bronski. Er bittet ihn, seine Trommel an dessen Arbeitsplatz in der Polnischen Post von seinem Kollegen Kobyella reparieren zu lassen, der dies früher schon einmal angeboten hatte. Am Abend des 31. August 1939 suchen Jan und Oskar das Postgebäude auf, das bereits von den Nationalsozialisten belagert wird. Die Belegschaft rüstet sich zum Kampf; auch Jan wird in das Geschehen hineingezogen. Oskar sieht sich derweil im Gebäude um. Als er dabei an einer Wanduhr abliest, dass es Schlafenszeit für ihn ist, legt er sich in einem Lagerraum in einen Wäschekorb voller Briefe.

#### Die Polnische Post
Durch fallende Schüsse geweckt, wacht er wieder auf. Aus Angst um seine Trommel versteckt er sie unter den Briefen. Rasch findet er Jan und Kobyella, der seine Trommel reparieren könnte, in einem Kinderzimmer einer Dienstwohnung der Post. Beide schießen aus den Fenstern, wobei vor allem Jan panische Angst hat und versucht, sich selbst zu verwunden, um der Situation zu entfliehen. Beim Eintritt in das Zimmer entdeckt Oskar auf einem Regal ein seiner Trommel vergleichbares Exemplar in einem guten Zustand. Er schafft es wegen der Kampfhandlungen aber nicht, Jans Aufmerksamkeit auf die neue Trommel zu richten. Oskar kommt wegen seiner geringen Größe nicht heran und erhofft sich Hilfe von Jan. Eine Granate detoniert, Kobyella wird verletzt und die Trommel fällt vom Regal. Entzückt bemächtigt sich Oskar sofort des Instruments. Jan schleppt Kobyella in den Lagerraum, der zur Aufnahmestation für Verwundete umfunktioniert wurde. Oskar folgt ihnen.

#### Das Kartenhaus
Im Lagerraum vertreiben sich Oskar, Jan und Kobyella die Zeit beim Kartenspiel. Dabei offenbart Oskar Jan, dass er sprechen kann und auch Skat beherrscht. Jan beginnt während des Spielens zu halluzinieren. Kobyella stirbt an seinen Verletzungen, woraufhin Jan beginnt, ein Kartenhaus zu bauen. Schließlich fallen die Deutschen in den Lagerraum ein. Um nicht zu sterben, hintergeht Oskar Jan und spielt den Deutschen ein weinendes entführtes Kind vor. Jan wird weggeschafft und ermordet, Oskar hingegen kommt ins Krankenhaus.

#### Er liegt auf Saspe
Nach seiner Entlassung aus dem Krankenhaus trifft er auf Schugger Leo, der auf dem Friedhof Saspe arbeitet. Er lockt Oskar mittels einer leeren Patronenhülse bis nach Saspe, wo Oskar noch viele andere Patronenhülsen findet, aber auch eine Skatkarte. Ihm wird sofort klar, dass man Jan Bronski hierher geschafft hat, um ihn zu erschießen und zu verscharren. Mit diesem Wissen, der Hülse und der Skatkarte macht er sich auf den Weg zu Anna Bronski, seiner Großmutter und Jans Tante. Schnell überreicht er ihr die beiden Gegenstände und flüstert ihr dabei ins Ohr, dass „er“ auf Saspe liege. Danach rennt er weg.

#### Maria
In der Folge verbringt Oskar seine Zeit meist bei Herberts Mutter und ihrer jüngsten Tochter Maria Truczinski, die seine erste große Liebe ist. Sie ist wenig älter als Oskar und arbeitet für Herrn Matzerath im Laden. Dieser bringt Maria dazu, sich um Oskar zu kümmern, da er selbst wenig Zeit hat. Sie wird zu einer Art Ersatzmutter. Bei einem Besuch am Strand riecht Oskar den Duft von Vanille, woraufhin er Maria zwischen die Beine geht. Ihm ist aber unklar, was er eigentlich will. Verwirrt von seiner ersten Erektion beginnt er zu weinen.

#### Brausepulver
Die beiden gehen noch öfter an den Strand, wobei eines Tages eine Tüte mit Brausepulver aus der Tasche fällt. Maria schüttet ein wenig vom Pulver in ihre hohle Hand, dann bittet sie Oskar, ihr aufs Pulver zu spucken: Es beginnt in ihrer Hand zu sprudeln und sie leckt diese ab, was ihr sichtlich zu gefallen scheint. Eines Abends übergibt Matzerath Oskar Marias Obhut. Oskar schläft diese Nacht bei Maria im Bett. Sie finden eine Tüte mit Brausepulver im Bett. Sie wiederholen das Spiel vom Strand, doch dann leert Oskar einen Teil in ihren Bauchnabel und spuckt drauf. Das Zischen und Sprudeln des Pulvers im Bauchnabel bringt sie in Erregung. Es kommt zum Geschlechtsverkehr.

#### Sondermeldungen
Als Oskar eines Tages Maria und Matzerath auf dem Sofa beim Geschlechtsakt erwischt, springt er erbost auf Matzerath, der daraufhin fluchend aus der Tür verschwindet. Als Maria sich dann an den Tisch setzt, versucht Oskar sich ihr sexuell zu nähern. Es misslingt, und sie geraten in einen heftigen Streit, bis beide weinen. Erst jetzt wird ihm klar, dass er Maria an Matzerath verloren hat.

#### Die Ohnmacht zu Frau Greff tragen
Seiner Ohnmacht bewusst verbringt er nun seine Zeit bei Frau Greff, der Frau eines Gemüsehändlers, im Bett. Dabei studiert Oskar die weibliche Anatomie. Herrn Greff stört das wenig, er stellt lediglich eine Schüssel Wasser mit einer Seife hin, da Frau Greff einen starken Eigengeruch aufweist.

#### Fünfundsiebenzig Kilo
Zum Schrecken aller erhängt sich Herr Greff im Keller seines Ladens und wiegt gleichzeitig sein Gewicht exakt in Kartoffeln auf. Greff hatte ständig Probleme mit dem Eichamt wegen seiner modifizierten Waagen im Laden; als dann noch eine Vorladung wegen seiner unkonformen Beziehung zu Kindern – insbesondere Jungen – folgt, bringt er sich um.

#### Bebras Fronttheater
Maria bringt ein Kind auf die Welt, wobei Oskar felsenfest davon überzeugt ist, dass es sein Sohn ist. Er verspricht ihm eine Blechtrommel zu seinem dritten Geburtstag, wie einst Agnes ihm. Doch statt „seinen“ Sohn Kurt bei seinem Werdegang zu begleiten, trifft er ein drittes Mal auf Bebra, der ihn dazu überreden kann, bei dem von ihm geführten Fronttheater einzusteigen. Es führt Oskar durch viele Städte Frankreichs, und auch Roswitha ist erneut dabei. Die beiden verbringen viel intime Zeit miteinander.

#### Beton besichtigen – oder mystisch barbarisch gelangweilt
Schließlich treten sie am Atlantikwall, an der Küste der Normandie, in Trouville auf. Sie besichtigen die Betonbunker am Strand in Begleitung eines Soldaten namens Lankes. Als fünf Nonnen gesichtet werden, die über den Strand spazieren, wird der Soldat von einem Ranghöheren dazu aufgefordert, sie zu töten. Nach kurzem Einwand erschießt er sie. Am Abend treten Oskar und die anderen Mitglieder des Fronttheaters für die Soldaten auf. Am darauffolgenden Morgen, dem 6. Juni 1944, kommt es zur Landung der Alliierten; die Theaterkünstler fliehen. Dabei stirbt Roswitha, die sich lediglich auf die Reise einen Becher Kaffee mitnehmen möchte. Innerlich erschüttert durch den Verlust seiner Geliebten macht sich Oskar auf den Heimweg.

#### Die Nachfolge Christi
Er schafft es gerade noch zum dritten Geburtstag des Kurt am 12. Juni 1944. Stolz überreicht Oskar Kurt feierlich eine Blechtrommel. Doch dieser findet wenig Gefallen daran und verprügelt Oskar lieber. Mit der Zeit lebt sich Oskar wieder bei Matzerath und Maria ein. Angaben zu seinem Verschwinden macht er jedoch keine. Selbst spricht er in ihrer Gegenwart immer noch nicht. Der Alltag nimmt seinen gewohnten Lauf, bis Maria die Nachricht ereilt, dass noch einer ihrer Brüder im Krieg gefallen ist. Betroffen vom Verlust sucht sie Halt im Protestantismus, bekehrt sich jedoch bald zum Katholizismus und sucht mit Oskar dieselbe katholische Kirche auf, die dieser bereits in Begleitung seiner Mutter besucht hatte. Dies eröffnet Oskar die Möglichkeit für ein Wiedersehen mit der Jesusfigur in den Armen Mariens. In einem unbeobachteten Moment hängt er ihr wieder seine Trommel um – doch dieses Mal, um sich über die Gipsfigur lustig zu machen. Er kullert sich vor Lachen auf dem Boden, plötzlich aber vernimmt er ein Trommeln. Die Figur scheint tatsächlich zu trommeln. Als Jesus ihn fragt, ob er ihn liebt, gibt ihm Oskar ein klares „Nein“ zur Antwort. Außer sich vor Wut nimmt er Jesus seine Trommel ab und bricht ihm absichtlich eine seiner Gipszehen ab. Seit dieser Offenbarung zieht es Oskar jede Nacht in die Kirche, die Jesusfigur trommelt aber nicht mehr für Oskar. Auf seinem Weg zersingt er alles, was aus Glas besteht; er macht vor keinem Fenster halt, auch nicht vor den Straßenlaternen.

#### Die Stäuber
Als er eines Nachts wieder unterwegs ist, trifft er auf eine Diebesbande, die sich „Die Stäuber“ nennt. Sie besteht ausschließlich aus Jugendlichen, von denen er sich zunächst in die Enge getrieben fühlt. Nach einer Machtdemonstration seiner Stimme wird Oskar jedoch in die Gruppierung aufgenommen. Innerhalb der Bande nennt sich Oskar aufgrund seines einschneidenden Erlebnisses in der Kirche „Jesus“.

#### Das Krippenspiel
Mit ihm an der Spitze der „Stäuber“ wächst ihr Diebesimperium, allerdings rufen innere Spannungen eine Spaltung hervor. Der eine Teil beginnt sich politisch zu engagieren, während der andere Teil mit Oskar zusammen pseudoreligiöse Anwandlungen entwickelt. Mithilfe eines Bandenmitglieds, das als Ministrant den Kirchenschlüssel besorgt hat, suchen sie eines Nachts im Advent 1944 die Herz-Jesu-Kirche auf, um die Figuren zu entwenden. Letztendlich kommt ihnen aber die Polizei zuvor, und die gesamte Bande wird zu einer Strafe verurteilt. Allein Oskar kann sich retten, indem er vor Gericht ein debiles Kind vorspielt, das von den Jugendlichen verführt wurde.

#### Die Ameisenstraße
Wenig später, noch im Winter 1944/1945, erreicht der Zweite Weltkrieg die Stadt Danzig. Oskar und seine Familie verstecken sich im Lagerkeller ihres Lebensmittelladens. Marias Mutter stirbt vorher und wird beerdigt. Matzerath, Oskars Vater, der noch über ein Parteiabzeichen der NSDAP verfügt, fürchtet sich vor dem Einfall der russischen Truppen. Als die Russen tatsächlich in ihren Keller einfallen, lässt er sein Abzeichen auf den Boden fallen. Während Greffs Frau von drei Russen vergewaltigt wird, schnappt Oskar sich das Abzeichen, um es Matzerath in einem ungünstigen Moment zurückzugeben, woraufhin dieser es in seiner Not verschluckt. Die Nadel des Abzeichens verhakt sich in seinem Hals, weshalb Matzerath zu ersticken droht. Einem der Russen ist das nicht geheuer, er erschießt ihn.

#### Soll ich oder soll ich nicht
Herr Fajngold, ein Holocaust-Überlebender, übernimmt das gesamte Besitztum der Matzeraths, ist aber so zuvorkommend und gewährt der Familie bis auf Weiteres bei sich Unterkunft und Arbeit. Bei der Beerdigung Matzeraths spielt Oskar mit dem Gedanken, seine Trommel ins Grabloch zu werfen als Zeichen der Abkehr von seiner Trommelei und des Willens, wieder zu wachsen. Während Oskar vor dem Loch die Entscheidung gefällt hat und die Trommel ins Grab schmeißt, wirft ihm Kurt einen Stein an den Kopf, wodurch Oskar ins Grab fällt. Mit diesem Vorfall beginnt sein Wachstum wieder einzusetzen. Seine Trommel lässt er im Grab zurück.

#### Desinfektionsmittel
Es schmerzt Oskar in den Gelenken, da er wieder wächst. Herr Fajngold stellt sich dabei als hilfsbereiter Mensch heraus und pflegt Oskar nach seinem besten Wissen. Maria lehnt aber den plötzlichen Heiratsantrag von Herrn Fajngold ab. Sie will mit Oskar und Kurt ins Rheinland zu ihrer Schwester Guste reisen.

#### Wachstum im Güterwagen
Auf der Zugfahrt dorthin werden sie mehrmals überfallen, erreichen ihr Ziel aber unbeschadet. Oskar wächst noch immer und wird wegen seiner Schmerzen in ein Düsseldorfer Krankenhaus gebracht. Maria findet eine Anstellung als Putzfrau. Oskar selbst gibt an, dass es der Moment seines wiedereinsetzenden Wachstums war, in dem er seine Fähigkeit verlor, Glas zu zersingen. Nach einem längeren Aufenthalt im Krankenhaus wird Oskar endlich entlassen. Seine Körpergröße beträgt nun 121 statt vorher 94 Zentimeter. Er bricht jetzt sein Schweigen und spricht ganz normal in der Öffentlichkeit.

### Drittes Buch

#### Feuersteine und Grabsteine
Maria, Kurt und Oskar wohnen jetzt bei Marias Schwester Guste. Um sich über Wasser zu halten, betreiben Maria und Kurt regen Schwarzmarkthandel. Maria verkauft Kunsthonig und Kurt Feuersteine. Per Zufall hat er eine Quelle entdeckt, deren Standort er aber niemandem verrät. Oskar hält sich aus diesen Dingen heraus, dafür liest er sehr viel. Maria wird das eines Tages zu bunt, weshalb sie Oskar dazu auffordert, sich am Auskommen der Familie zu beteiligen. Um sich den Vorwürfen zu entziehen, verkauft Oskar das Collier seiner Mutter Agnes, was die Anderen für den Anfang ruhigstellt. Ihm ist aber klar, dass dies nicht lange so bleiben wird, und so sucht er sich eine Arbeit. Er beginnt als Praktikant beim Steinmetz Korneff, wo er großen Gefallen daran findet, kunstvolle Schriftzeichen in Grabsteine zu meißeln, während ihm als Kleinwüchsigen die schwere Arbeit weniger liegt.

#### Fortuna Nord
Durch einen Auftrag gelangt Oskar an einen maßgeschneiderten Anzug, wodurch er sich beschwingt fühlt, eine seiner ehemaligen Krankenschwestern, zu denen er eine besondere Beziehung pflegt, zu einem Rendezvous einzuladen. Obwohl sie – peinlich berührt durch die Blicke der Anderen auf das seltsame Paar – während des Rendezvous verschwindet, hat Oskar seinen Spaß. Während seiner Arbeit bringt ihn der plötzliche Anblick einer toten Frau ins Grübeln. Unter anderem ist es ihr Ringfinger, der Oskar dazu bewegt, Maria einen Heiratsantrag zu machen. Sie lehnt jedoch ab.

#### Madonna 49
Niedergeschlagen von dieser Antwort gibt Oskar seinen Beruf auf. Er setzt sich vor das Arbeitsamt auf eine Bank. Dort wird er von Kunststudenten entdeckt, die ihn bitten, als Aktmodell zu posieren. Er willigt ein und bald steht er für einen ausgehandelten Stundenlohn Modell. Später trifft er auf einem Karneval wieder auf Lankes, den ehemaligen Soldaten. Er ist jetzt Kunststudent und überredet Oskar, zusammen mit seiner Muse Ulla für ein Porträt Modell zu stehen. So entsteht das Bild „Madonna 49“, das Oskar mit einer Trommel in den Händen in Ullas Armen darstellt. Es ist das erste Mal, dass Oskar seit dem Tod von Herrn Matzerath wieder eine Trommel hält. Er behält sie, spielt aber vorerst nicht darauf.

#### Der Igel
Durch die Anstellung an der Universität hat Oskar genug verdient, um sich ein eigenes Zimmer zur Untermiete zu leisten. Dieses liegt in der Mietwohnung des Ehepaars Zeidler und grenzt an das Zimmer einer Krankenschwester. Er ist schon von Anfang an von der Frau fasziniert, die neben ihm wohnt, obwohl er nur ihren Namen – Dorothea – kennt und weiß, dass sie nicht immer hier übernachtet. Das spornt Oskar nur dazu an, mehr über sie in Erfahrung zu bringen, weswegen er sogar ihre Post öffnet. Über einen ihrer Briefe erfährt er von einem Dr. Werner, den Oskar für ihren Geliebten hält.

#### Im Kleiderschrank
Oskar will mehr wissen und versucht in ihr Zimmer zu gelangen. Er hofft Tag für Tag, dass sie einmal vergessen hat, ihr Zimmer abzuschließen. Dabei ist Oskar so beharrlich, dass er selbst nach Wochen nicht aufhört, es zu versuchen. Das Glück ist ihm eines Morgens hold. Er entwendet einige Haare von Dorotheas Kamm und setzt sich dann in ihren Kleiderschrank, wo er masturbiert. In seiner Begierde vertieft stellt er sich vor, Teil ihres Lebens zu sein.

#### Klepp
Als er Dorotheas Zimmer wieder verlässt, trifft er auf Herrn Egon Münzer, auch genannt Klepp, den dritten Untermieter der Zeidlers. Der Musiker, der verschiedene Blasinstrumente spielt, befindet sich augenscheinlich gerade in einer Schaffenskrise und lebt äußerst heruntergekommen. Oskar und Klepp kommen ins Gespräch, wobei Oskar seine Trommel hervorholt. Sie beginnen zu musizieren, bis sie sich dazu entschließen, gemeinsam eine Band zu gründen. Klepp beginnt, wieder Ordnung in sein Leben zu bringen. Beide sind aber der Meinung, dass sie noch einen Gitarristen brauchen, und so machen sie sich auf die Suche.

#### Auf dem Kokosteppich
Als sich Klepp und Oskar gerade wieder auf den Weg machen wollen, werden sie vom Mietsherrn Zeidler, den Oskar ob seiner Frisur auch als „Igel“ bezeichnet, abgefangen. Er bittet sie, beim Verlegen eines Kokosläufers zu helfen. Da sie schlecht ablehnen können, lassen sie sich darauf ein, wobei ein Reststück des Teppichs in Oskars Besitz übergeht. Oskar benutzt ihn als Bettvorleger. Als er noch am selben Tag in der Nacht auf die Toilette muss, bindet er sich nackt den Vorleger um. Auf seinem Weg zur Toilette stößt er mit Dorothea zusammen. Schockiert über den plötzlichen Zusammenprall, kommt Dorothea unter Oskar auf dem Boden zu liegen. Verwirrt fragt sie nach Oskars Namen, der gibt sich als Satan aus. Benommen und erregt durch den rauen Kokosteppich auf der Haut, bittet sie Oskar um Geschlechtsverkehr. Er bringt es aber mental nicht fertig und der Schwindel fliegt auf. Bestürzt flüchtet Dorothea aus dem Haus. Im Gegensatz dazu ist Oskar noch zu mitgenommen von der Situation, weswegen er nackt auf dem Boden liegen bleibt. Erst als Klepp mit einem Gitarristen namens Scholle auftaucht, regt er sich. Alle drei gehen zusammen ans Rheinufer, wo sie beginnen zu musizieren. Fortan nennen sie sich „The Rhine River Three“.

#### Im Zwiebelkeller
Nach einigen kleineren Auftritten ergattern sie eine feste Anstellung im „Zwiebelkeller“, einem Düsseldorfer Lokal, in dem die Besucher – meist Personen höheren Alters aus der gesellschaftlichen Oberschicht – für einen stattlichen Preis nichts als Schneidbretter, Messer und Zwiebeln vorgesetzt bekommen. Durch das Zerschneiden der Zwiebeln sollen die Besucher dazu gebracht werden, ihren persönlichen Problemen Ausdruck zu verleihen. Kurz gesagt, im ganzen Lokal wird geweint. Mit diesem Programm ist es dem Lokal bislang möglich gewesen, zwischenmenschliche Beziehungen zu festigen, neue zu knüpfen und sogar Zerstrittene wieder zu versöhnen. Der eigentliche Auftrag der „Rhine River Three“ ist dabei, die Situation unter den Besuchern nicht ausufern zu lassen. Eines Abends jedoch, als vom Wirt Ferdinand Schmuh ausnahmsweise eine zweite Runde Zwiebeln gewährt wird, gerät die Situation außer Kontrolle. Es steht eine Orgie bevor. Klepp und Scholle können sich nicht retten vor Lachen beim Anblick, der sich ihnen bietet. Nur Oskar bleibt Herr der Lage und beginnt zu trommeln. Sein Rhythmus versetzt die Gäste zurück in ihre Kindheit, einige benässen sich sogar.

#### Am Atlantikwall oder es können die Bunker ihren Beton nicht loswerden
Tage später verunglückt Schmuh, der Besitzer des Zwiebelkellers, mit seinem Mercedes. Bei der Beerdigung trifft Oskar auf Dr. Dösch, den Leiter der Konzertagentur „West“. Er war an jenem denkwürdigen Abend ebenfalls im Zwiebelkeller und versucht, Oskar unter Vertrag zu nehmen. Oskar bittet um Bedenkzeit, nimmt aber gerne schon einmal einen Vorschuss an. Damit gedenkt er, mit Lankes’ Muse Ulla eine Reise zu unternehmen. Lankes beansprucht jedoch Oskars Reisebegleitung für sich allein, und so besuchen die beiden die Bunker aus dem Zweiten Weltkrieg an der Küste der Normandie. Beim Grillen zweier Fische begegnen ihnen wieder Nonnen, die vor den Bunkern spazieren gehen. Lankes vergewaltigt die jüngste von ihnen, die sich danach ertränkt. Der Vorfall lässt den Weltkriegssoldaten Lankes völlig kalt.

#### Der Ringfinger
Zurück im Rheinland begibt sich Oskar in die Agentur, da ihm wohl bewusst ist, dass er nicht einfach so Geld kassieren kann, ohne dafür einen Finger zu rühren. Es erwartet ihn ein unverhofftes Wiedersehen mit Bebra, der – inzwischen deutlich gealtert – im Rollstuhl sitzt und Oskar unverblümt auf seine unmoralischen Taten anspricht. Unter Tränen unterschreibt Oskar den Vertrag, der ihn dazu verpflichtet, als „Oskar der Trommler“ auf Tournee zu gehen. Seine Trommelei bringt ihm schnell Ruhm und Reichtum ein. Mit dem Geld bringt er Maria dazu, von ihrem momentanen Geliebten abzulassen und eine Kette von Feinkostläden zu eröffnen. Trotz seines Geldes aber fühlt sich Oskar oft alleine. Er leiht sich dann und wann einen Hund, um mit ihm spazieren zu gehen. Auf einem dieser Spaziergänge kommt eines Tages der Hund mit einem Ringfinger angelaufen. Oskar mustert ihn und steckt ihn dann ein. Er wird jedoch von Vittlar, einem adligen Dekorateur, von einem Baum aus beobachtet.

#### Die letzte Straßenbahn oder Anbetung eines Weckglases
Vittlar schöpft sogleich den Verdacht, dass es sich bei Oskars Fund um den Finger eines Mordopfers handelt. Oskar freundet sich dennoch mit Vittlar an, wodurch dieser ihn bald überallhin begleitet. Den Finger legt Oskar in einem Weckglas ein, lässt aber vorher einige Abdrücke davon machen, unter anderem einen aus Gold. Oskar verrät Vittlar, dass er manchmal den Finger im Weckglas anbetet. Daraufhin zeichnet dieser eines der Gebete schriftlich auf. Eines Abends kapern die beiden eine leere Straßenbahn. Auf ihrer Fahrt durch die Stadt steigen drei Herren zu. Zwei von ihnen sind ehemalige Soldaten, die den dritten töten wollen. Es handelt sich dabei um den Postbeamten Weluhn aus Danzig, den Oskar von den Ereignissen zu Kriegsbeginn her persönlich kennt. Oskar kann den Mordversuch an der Endstation verhindern, woraufhin Vittlar seinen Neid gegenüber Oskar zum Ausdruck bringt. Dieser jedoch fordert Vittlar dazu auf, ihn wegen des Fingers im Weckglas bei der Polizei anzuzeigen. Mit dem Finger im Weckglas geht Vittlar zur Polizei. Oskar bleibt auf dem Boden liegen. Erst als ihm am Morgen darauf eine Kuh das Gesicht ableckt, entscheidet er sich, zu flüchten.

#### Dreißig
Da ihm durch den Eisernen Vorhang der Weg in seine alte Heimat, die Kaschubei, und zu seiner Großmutter Anna versperrt ist, entscheidet sich Oskar, nach Amerika zu flüchten, wo sich sein Großvater Joseph Koljaiczek befinden könnte. Per Zug setzt er sich über die belgische Grenze ab, fährt weiter Richtung Paris, um am Flughafen Orly einen Platz im Flieger nach Übersee zu ergattern. An der Métrostation Maison Blanche, auf dem Weg vom Bahnhof Gare du Nord zum Flughafen, wird er von französischen Polizeibeamten aufgespürt und festgenommen. Später wird er vom Gericht zum Aufenthalt in einer Nervenheilanstalt verurteilt, wo er auch jetzt noch mit dreißig Jahren sitzt. In den Augen des Gerichts soll er Dorotheas Mörder sein. Als Beweise dafür werden vom Gericht der Finger im Weckglas und das von Vittlar niedergeschriebene Gebet Oskars genannt. Spätere Untersuchungen stellen seine Schuld aber in Frage, weswegen er möglicherweise bald freikommt. Oskar fürchtet seine Entlassung. Der Finger gehört tatsächlich Dorothea, die von Beate, einer anderen Krankenschwester, ermordet wurde. Ihr Tatmotiv war Eifersucht, weil Dr. Werner nicht sie, sondern Dorothea liebte. Dorothea versuchte Beate zu beruhigen, da sie nichts von Dr. Werner wollte. Nachdem Dorothea verschwunden bzw. ermordet worden war, wurde Dr. Werner krank. Beate war klar, dass er ihr nur gehören würde, solange er krank ist. Sie pflegte ihn zu Tode.

## Schauplätze der Handlung

### Danzig
Die Stadt Danzig spielt mit ihrer kleinen polnischen Minderheit sowie der deutschen Mehrheitsbevölkerung eine wichtige Rolle für den Roman. Oskar stammt mütterlicherseits aus einer kaschubischen Familie, von der gesagt wird, sie sei den Polen nicht polnisch und den Deutschen nicht deutsch genug. Oskar bekennt sich zwar immer wieder zu seinen polnischen Wurzeln – seine Trommel ist nicht zufällig rot-weiß gemustert –, geht aber nach 1945 doch in den Westen. Immer wieder kommt Grass auf die Geschichte der Stadt Danzig und ihre wechselnden Herren zu sprechen, ausführlich etwa in einem Kapitel, das im Stadtmuseum spielt.

### Düsseldorf
Auch die Jahre 1947 bis 1953, in denen Grass in Düsseldorf in eine Steinmetzlehre ging, ein Kunststudium aufnahm, als Kneipenmusikant wirkte und das beginnende Wirtschaftswunder erlebte, verarbeitet er in der Blechtrommel. Szenen des Romans sind autobiografisch geprägt von etlichen realen Düsseldorfer Erlebnissen, etwa von Besuchen bei seiner Schwester, die in einem Düsseldorfer Spital als Hebamme tätig war und ihn dort „in jeder Hinsicht verköstigt“ haben soll. Mit den Figuren der Kunstprofessoren Maruhn und Kuchen karikiert er den Bildhauer Sepp Mages und den Maler Otto Pankok. Bei ihnen lernte er an der Kunstakademie Düsseldorf modellieren und zeichnen. Die Figur des Egon Münzer, genannt Klepp, erinnert an Grass’ Studien- und Musikerkollegen Horst Geldmacher und der gelernte Schaufensterdekorateur und Maler Franz Witte wurde mit der Figur des Gottfried von Vittlar besetzt. Die Episoden im „Zwiebelkeller“ fanden in der Kneipe Csikós auf der Andreasstraße in der Altstadt von Düsseldorf statt.

## Bearbeitungen für Theater, Film und Hörfunk
Die Verfilmung der Literatur-Vorlage durch Volker Schlöndorff von 1979 war ein weltweiter Erfolg, der als bester fremdsprachiger Film mit einem Oscar ausgezeichnet wurde, sowie in Cannes die Goldene Palme erhielt.
2010 gab Günter Grass erstmals seine Zustimmung für eine Fassung der Blechtrommel für die Theaterbühne. In der Inszenierung von Jan Bosse und Armin Petras für die Ruhrtriennale 2010 spielten sieben Schauspieler sowohl die Hauptfiguren des Romans als auch sieben Oskar-Erzähl-Figuren, während mit einer Mini-Kamera aufgenommene Fotos und Effekte auf eine große Leinwand im Hintergrund projiziert wurden.
Im Januar 2015 inszenierte der Intendant Oliver Reese am Schauspiel Frankfurt das Werk in einer zweistündigen Aufführung als Ein-Personen-Stück mit dem Schauspieler Nico Holonics.
Im März 2015 hatte am Hamburger Thalia Theater eine Fassung von Luk Perceval Premiere, bei der ein altgewordener Oskar (Barbara Nüsse) auf sein Leben zurückblickt, während eine Jungenstimme aus dem Off Textauszüge aus dem Roman liest.
Im September 2015 inszenierte Volkmar Kamm eine eigene Fassung der Blechtrommel mit Raphael Grosch als Oskar Matzerath am Alten Schauspielhaus an den Schauspielbühnen Stuttgart.
Seit 2016 existiert eine Bühnenfassung für zwei Sprecher und einen Schlagzeuger. Die Idee zu dieser Mischung aus Lesung und Schlagzeugkonzert stammt vom Schlagzeuger Stefan Weinzierl: Ausgewählte Szenen werden von ihm atmosphärisch mit Schlaginstrumenten (Vibraphon, Marimbaphon, Percussion und Live-Elektronik) untermalt. An einigen Stellen erklingen zudem musikalische Solopassagen. Die Texte werden von Ulrike Folkerts, Clemens von Ramin und seit 2021 von Devid Striesow gelesen.

## Autoreferenzialität
Die Hauptfigur der Blechtrommel erscheint – ohne Nennung des Namens – auch in späteren Werken von Günter Grass, so in der Novelle Katz und Maus, dem zweiten Teil der Danziger Trilogie, oder im Roman Der Butt. Eine Art Fortsetzung bildet der späte Roman Die Rättin.